# Johann Püllenberg
Johann Püllenberg (auch Johannes Püllenberg; * 30. September 1790 in Lügde; † 29. Mai 1856 in Paderborn) war ein deutscher römisch-katholischer Theologe und Philosoph.

## Leben
Johann Püllenberg besuchte trotz der beschränkten Mittel seiner Eltern zunächst die private Schule der Franziskaner in Lügde, bevor er dann das Paderborner Gymnasium absolvierte. Er blieb in Paderborn und studierte an der dortigen Anstalt Theologie und wurde 1813 zum Priester geweiht. In den Jahren von 1814 bis 1817 war er als Kaplan in Sommersell und in Schwalenberg tätig.
Püllenberg kehrte 1817 nach Paderborn zurück. Dort wurde er Lehrer am Gymnasium. An diesem war er bis 1854 tätig, wobei er insbesondere die philosophische Propädeutik lehrte. Er wurde 1818 zum Dr. theol. promoviert und 1825 zum Professor der Philosophie an der bischöflichen Lehranstalt berufen. Von 1826 bis 1844 war er außerdem Subregens des Priesterseminars Paderborn. Daneben war er in der Seelsorge tätig.

## Werke (Auswahl)
- Handbücher für den Religionsunterricht in den oberen, mittleren und unteren Classen des Gymnasiums, 3 Bände, Wesner, Paderborn 1826–1827.
- Handbuch der Philosophie, Meyer, Lemgo 1829.
- Rhetorik für Gymnasien und angehende Redner, Meyer, Lemgo 1829.
- Geschichtliche Einleitung in die Religionslehre, Wesner, Paderborn 1831.
- Kurze Darstellung der Geschichte der Philosophie, Meyer, Lemgo 1831.
- Fundamentalphilosophie, Schöningh, Paderborn 1855.